# Lankesteria parascidiae
Lankesteria parascidiae is een soort in de taxonomische indeling van de Myzozoa, een stam van microscopische parasitaire dieren. Het organisme komt uit het geslacht Lankesteria en behoort tot de familie Lecudinidae. Lankesteria parascidiae werd in 1923 ontdekt door Duboscq & Harant.